# Thảm sát Liên đoàn Bodo
Vụ thảm sát Liên đoàn Bodo (tiếng Hàn: 보도연맹 학살사건; Hanja: 保導聯盟虐殺事件) là một vụ thảm sát và tội ác chiến tranh chống lại những người cộng sản và người bị nghi ngờ là cảm tình viên cộng sản (nhiều người trong số đó là dân thường, những người không liên quan đến chủ nghĩa cộng sản hay đảng viên cộng sản) đã xảy ra vào mùa hè năm 1950 trong Chiến tranh Triều Tiên. Ước tính số người chết theo nhiều nguồn là khác nhau. Các nhà sử học và chuyên gia về Chiến tranh Triều Tiên ước tính từ 60.000 đến 110.000 nạn nhân (theo Kim Dong-choon) đến 200.000 (theo Park Myung-lim). Vụ thảm sát này ban đầu bị đổ lỗi cho những người cộng sản. Suốt bốn thập kỷ, chính phủ Hàn Quốc che giấu vụ thảm sát này. Những người sống sót đã bị chính phủ cấm tiết lộ nó, dưới thái độ nghi ngờ là những người ủng hộ cộng sản. Họ bị đe dọa tra tấn và cái chết. Từ những năm 1990 trở đi, một số thi hài đã được khai quật từ những ngôi mộ tập thể, dẫn đến công chúng biết rộng rãi về vụ thảm sát này.

## Liên đoàn Bodo

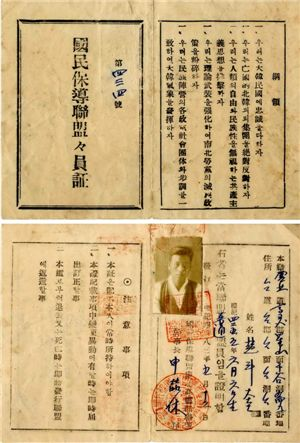
Chứng minh thư thành viên liên đoàn

Tổng thống Hàn Quốc Syngman Rhee đưa ra con số khoảng 300.000 người bị nghi ngờ ủng hộ cộng sản hoặc các đối thủ chính trị của ông đã tham gia vào một phong trào "cải tạo" chính thức được gọi là Liên đoàn Bodo (hay Liên đoàn Hướng dẫn và Phục hồi Quốc gia, Liên minh Bảo vệ Quốc gia, Liên minh Hướng dẫn Quốc gia Liên đoàn Bodo quốc gia, Bodo Yeonmaeng, Gukmin Bodo Ryeonmaeng, 국민 보도 연맹, 國民 保 導 聯盟) với lý do bảo vệ họ khỏi bị xử tử. Liên đoàn Bodo được tạo ra bởi các luật sư Hàn Quốc đã cộng tác với người Nhật. Những không ủng hộ cộng sản và những người khác cũng bị buộc vào Liên đoàn Bodo để điền vào hạn ngạch nhập ngũ.
Vào tháng 6 năm 1949, chính phủ Hàn Quốc đã buộc tội các nhà hoạt động độc lập là thành viên của Liên đoàn Bodo. Năm 1950, ngay trước khi Chiến tranh Triều Tiên bùng nổ, tổng thống đầu tiên của Hàn Quốc, Syngman Rhee, đã cáo buộc và cầm tù khoảng 20.000 người được cho là cộng sản.

## Thực thi

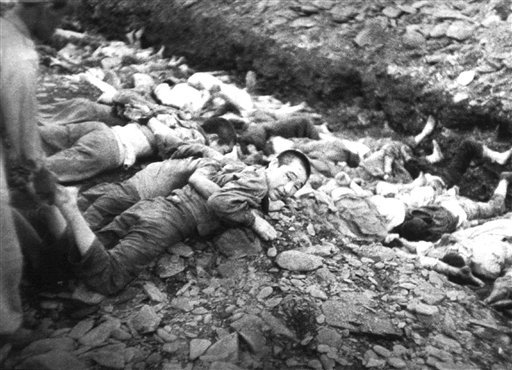
Các tù nhân nằm trên mặt đất trước khi bị quân đội Hàn Quốc xử tử gần Daejon, Hàn Quốc, tháng 7 năm 1950. Ảnh của Thiếu tá Quân đội Hoa Kỳ Abbott.

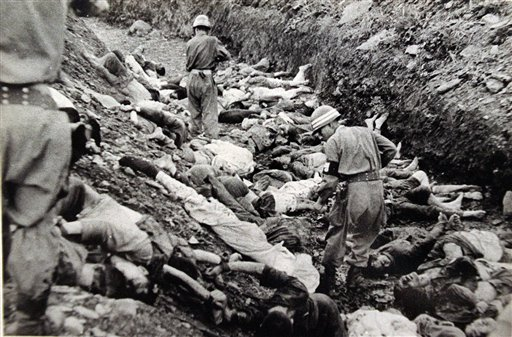
Các binh sĩ Hàn Quốc bước qua các thi thể tù nhân chính trị Hàn Quốc bị bắn gần Daejon, Hàn Quốc, tháng 7 năm 1950. Ảnh của Thiếu tá Quân đội Hoa Kỳ Abbott.

Dưới sự lãnh đạo của Kim Il-sung, Quân đội Nhân dân Triều Tiên đã tấn công từ phía bắc xuống miền nam vào ngày 25 tháng 6 năm 1950, bắt đầu Chiến tranh Triều Tiên. Theo Kim Mansik, từng là sĩ quan cấp cao của cảnh sát quân sự, Tổng thống Syngman Rhee đã ra lệnh xử tử những người liên quan đến Liên đoàn Bodo hoặc Đảng Công nhân Hàn Quốc vào ngày 27 tháng 6 năm 1950. Vụ thảm sát đầu tiên được bắt đầu một ngày sau đó tại Hoengseong, Gangwon-do vào ngày 28 tháng 6. Quân đội Hàn Quốc và các nhóm chống cộng xử tử các tù nhân cộng sản mà họ cáo buộc, cùng với nhiều thành viên của Liên đoàn Bodo. Các vụ hành quyết được thực hiện mà không có bất kỳ xét xử hay tuyên án nào. Kim Tae Sun, cảnh sát trưởng thành phố Seoul, thừa nhận đã đích thân xử tử ít nhất 12 "người cộng sản và nghi phạm cộng sản" sau khi chiến tranh bùng nổ. Khi Seoul bị chiếm lại vào cuối tháng 9 năm 1950, ước tính 30.000 người Hàn Quốc được coi là cộng tác viên với Triều Tiên họ bị lực lượng ROK bắn. Ít nhất một trung tá Mỹ được biết là đã chấp thuận các vụ hành quyết, khi anh ta nói với một đại tá Hàn Quốc rằng anh ta có thể giết một số lượng lớn tù nhân ở Busan nếu quân đội Bắc Triều Tiên tiếp cận. Một cuộc hành quyết hàng loạt 3.400 người Hàn Quốc đã thực sự diễn ra gần Busan vào mùa hè đó.
Các tài liệu chính thức của Hoa Kỳ cho thấy các sĩ quan Mỹ đã chứng kiến và chụp ảnh vụ thảm sát. Trong một trường hợp, một sĩ quan Hoa Kỳ được biết là đã giết các tù nhân chính trị để họ không được kẻ thù giải thoát. Trong một tài liệu chính thức khác của Hoa Kỳ cho thấy John J. Muccio, lúc đó là Đại sứ Hoa Kỳ tại Hàn Quốc đã đưa ra khuyến nghị với Tổng thống Hàn Quốc Rhee Syngman và Bộ trưởng Quốc phòng Shin Sung-mo rằng các vụ hành quyết phải chấm dứt. Các nhân chứng Mỹ cũng báo cáo hiện trường vụ hành quyết một bé gái có vẻ như 12 hoặc 13 tuổi. Vụ thảm sát cũng được báo cáo cho cả chính quyền Washington và tướng Douglas MacArthur, người mô tả đó là một "vấn đề nội bộ". Theo một nhân chứng, 40 nạn nhân bị đánh vào lưng bằng súng trường và bị bắn sau đó. Nạn nhân ở các làng bên bờ biển bị trói lại với nhau và ném xuống biển cho chết đuối. Đô đốc Hàn Quốc đã nghỉ hưu Nam Sang-hui thú nhận rằng ông lệnh ném 200 thi thể nạn nhân xuống biển, nói rằng: "Không có thời gian để xét xử họ."
Ngoài ra còn có các nhân chứng người Anh và Úc. Vương quốc Anh nêu vấn đề này với Hoa Kỳ ở cấp độ ngoại giao, khiến cho ông Dean Rusk, Trợ lý Bộ trưởng Ngoại giao Hoa Kỳ thông báo cho người Anh rằng các chỉ huy Hoa Kỳ đang làm "mọi thứ họ có thể để kiềm chế sự tàn bạo đó". Trong cuộc thảm sát, người Anh đã bảo vệ các đồng minh của họ và cứu một số công dân.

## Hậu quả
Sau cuộc tấn công của Liên Hợp Quốc giúp Hàn Quốc chiếm lại các lãnh thổ bị chiếm đóng, cảnh sát và các nhóm dân quân đã hành quyết những người nghi ngờ ủng hộ Triều Tiên. Vào tháng 10 năm 1950, vụ thảm sát hang động Goyang Geumjeong xảy ra. Vào tháng 12, quân đội Anh đã cứu thường dân đang xếp hàng để bị cảnh sát Hàn Quốc bắn và quân Anh chiếm giữ một địa điểm hành quyết bên ngoài Seoul để ngăn chặn các vụ thảm sát tiếp theo. Vào ngày 4 tháng 1 năm 1951, vụ thảm sát Ganghwa được cảnh sát Hàn Quốc thực thi, họ đã giết 139 thường dân trong nỗ lực ngăn chặn sự hợp tác với Triều Tiên. Theo báo cáo của Hàn Quốc, Hàn Quốc và Mỹ "hỗ trợ các tổ chức dân sự cánh hữu, như Lực lượng tự vệ Ganghwa, bằng cách cung cấp thiết bị và vật tư chiến đấu".:74–75

### Trích dẫn
- Kim, Dong-Choon (tháng 12 năm 2004). "Forgotten war, forgotten massacres—the Korean War (1950–1953) as licensed mass killings". Journal of Genocide Research. Quyển 6 số 4. doi:10.1080/1462352042000320592.